# Christophe Boltanski
Christophe Boltanski (Boulogne-Billancourt, 10 de julio de 1962) es un periodista, ensayista y escritor francés. Ganó el Premio Femina en 2015 por su novela La Cache.

## Biografía
Christophe Boltanski es hijo del sociólogo y poeta Luc Boltanski; por otro lado, es sobrino del artista conocido por doquier Christian Boltanski y del reconocido lingüista Jean-Élie Boltanski. A los 13 años decide irse a vivir con los abuelos, que es un dato fundamental en su biografía personal y literaria.
Boltanski estudió en el Centre de formation des journalistes. Al acabar sus estudios en 1987, trabajó en  el Progrès égyptien (al tiempo que hacía el servicio militar), y a continuación fue periodista del diario Libération, entre 1989 y 2007. Concretamente, estuvo como corresponsal de guerra en el Golfo, en Jerusalén (1995-2000) y luego en Londres (2000-2004)..
Codirigió el servicio para el extranjero de ese diario, hasta 2007. Desde ese año, Christophe Boltanski trabaja para la revista Le Nouvel Observateur, y colabora en una página de la red Rue 89, fundado por antiguos periodistas de Libération.
En 2010 Christophe Boltanski recibió el 'Prix Bayeux-Calvados des correspondants de guerre' por su reportaje sobre la vida atroz en una mina de Nord-Kivu (Congo): «Les Mineurs de l'enfer».
Se ha destacado su talento literario en La Cache, relato desgarrador de su infancia en la casa familiar parisina (en la rue de Grenelle). Su abuelo, Etienne, nacido de una familia de Odesa, y de religión judía, fue un médico convertido al catolicismo, y antiguo combatiente de la Primera gran Guerra. Se casó con Myriam, heredera de una familia de extrema derecha antisemita, que enfermó pronto de poliomielitis, y que se divorció de su marido en 1942 solo para salvarle la vida, al ocultarle en un minúsculo recinto de la casa. Al llegar la Liberación no cambiará nada, pues los Boltanski habían roto por completo con el mundo externo.

## Obra
Ensayos
- Les Sept Vies de Yasser Arafat, Grasset, 1997 ISBN  978-2-246-49601-4
- Bethléem: 2000 ans de passion , Tallandier, 2000 (con Farah Mébarki y Rémi Benali)ISBN 978-2-235-02278-1
- Chirac d'Arabie (Les Mirages d'une politique française), Grasset, 2006 (con Éric Aeschimann)ISBN 978-2-246-69121-1
- Minerais de sang: Les esclaves du monde moderne, Grasset, 2012 ISBN  978-2-246-76471-7, luego en Folio (Gallimard), 2014 ISBN 978-2-07-045646-8.

Novelas
- La Cache, Stock, 2015 ISBN  978-2-234-07637-2[5] – Premio Femina y Premio de los Premios literarios 2015[6]